# Euproctis cerasina
Euproctis cerasina är en fjärilsart som beskrevs av Swinhoe 1903. Euproctis cerasina ingår i släktet Euproctis och familjen tofsspinnare. Inga underarter finns listade i Catalogue of Life.